# Culebrinas
Culebrinas es un barrio ubicado en el municipio de San Sebastián en el estado libre asociado de Puerto Rico. En el Censo de 2010 tenía una población de 3.787 habitantes y una densidad poblacional de 392,42 personas por km².

## Geografía
Culebrinas se encuentra ubicado en las coordenadas 18°18′37″N 66°59′49″O / 18.31028, -66.99694. Según la Oficina del Censo de los Estados Unidos, Culebrinas tiene una superficie total de 9.65 km², que corresponden a tierra firme.

## Demografía
Según el censo de 2010, había 3.787 personas residiendo en Culebrinas. La densidad de población era de 392,42 hab./km². De los 3.787 habitantes, Culebrinas estaba compuesto por el 89.04% blancos, el 3.41% eran afroamericanos, el 0.42% eran amerindios, el 0.05% eran asiáticos, el 4.44% eran de otras razas y el 2.64% pertenecían a dos o más razas. Del total de la población el 98.6% eran hispanos o latinos de cualquier raza.